# Gautier Supper
Gautier Supper, né le 1er octobre 1990 à Colmar, est un grimpeur français.
Il est membre de l'équipe de France d'escalade de difficulté depuis 2004 en jeune, et 2007 en sénior. En 2015, il est le numéro un français et numéro deux mondial en compétition de difficulté.En 2016, il termine 3 ème au championnat du monde de Paris. 
Au total, il participe à plus de 60 étapes de coupes du monde avec 56% de qualifications en phases finales et 10% de podiums. 

## Palmarès

### Championnats du monde senior
- 3e aux championnats du monde senior Paris-Bercy (FRA) 2016
- 1er par équipe 2010
- 1er par équipe 2015

### Championnats du monde espoir
- Vice champion du monde espoirs catégorie juniors Valence (FRA) 2009
- 4e aux championnats du monde espoirs catégorie cadet Ibarra (ECU) 2007

### Coupe du monde d'escalade (catégorie difficulté)
- 3e place à Imst, Autriche, 2016
- 2e place au classement général 2015
  - 1er place, Stavanger(Norvège), 2015
  - 1er place, Briançon (France) 2015
- 3e place à Wujiang, Chine 2014
- 3e place à Valence (France) 2013
- 3e place en Chine, 2010
- 3e aux championnats du monde de difficulté à Bercy en 2016.

### Coupe d'Europe espoir
Catégorie juniors :
- Vainqueur de la Coupe d'Europe 2009
- 2e à l'étape de Linz (AUT) 2009
- 2e à l'étape de Kaliningrad (RUS) 2009
- 1er à l'étape de Munich (GER) 2009
- 2e à l'étape de Imst (AUT) 2009

Catégorie cadet :
- 1er à l'étape de Kranj (SLO) 2007
- 2e à l'étape de Linz (AUT) 2007
- 3e à l'étape de Imst (AUT) 2007

### Championnats de France
- Champion de France d'escalade de difficulté senior en 2016
- Champion de France d'escalade de difficulté senior en 2011
- Champion de France d'escalade de difficulté en 2007 et 2009 en junior
- Champion de France d'escalade de vitesse en 2010